# Bladerdeeg

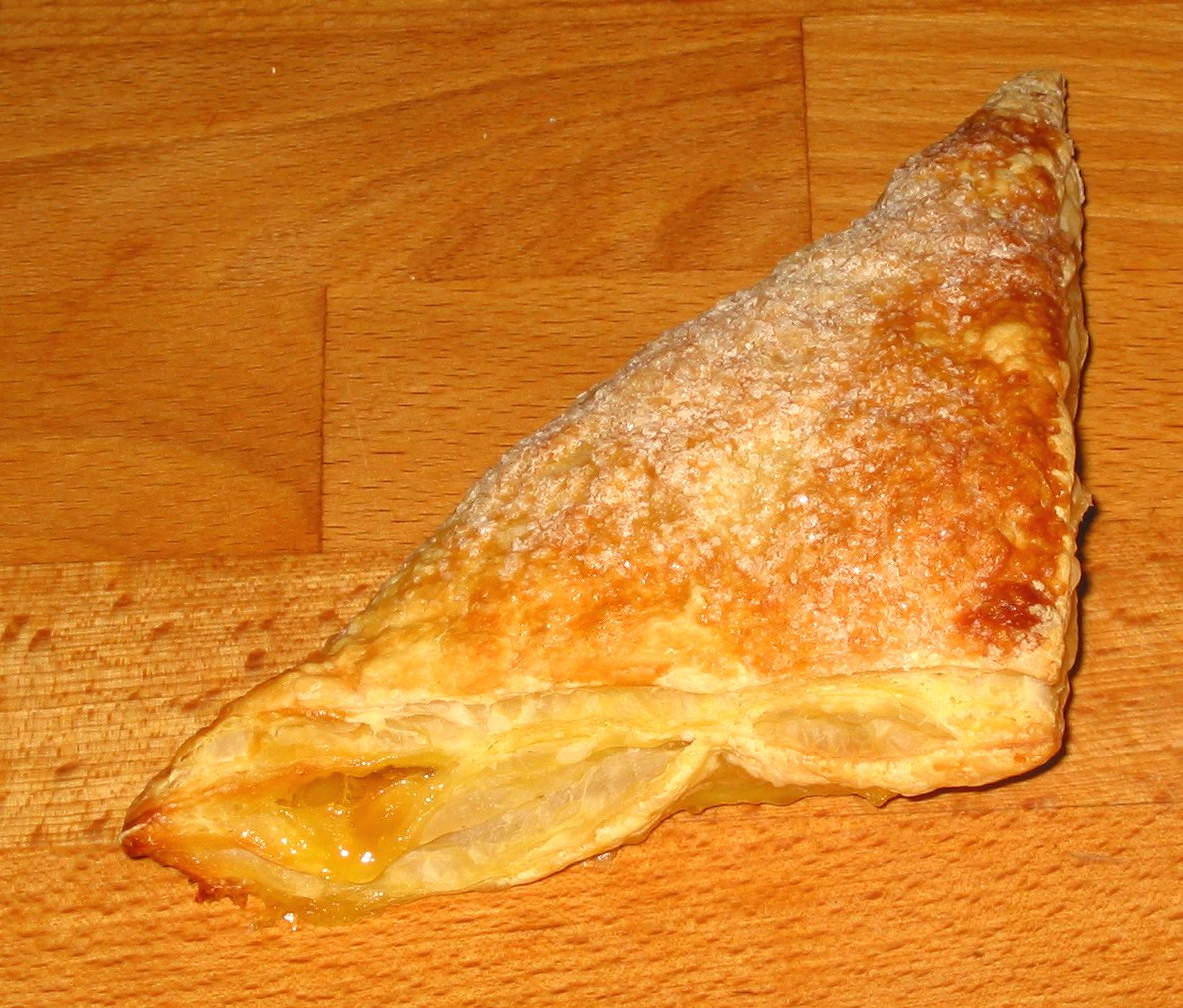
Appelflap

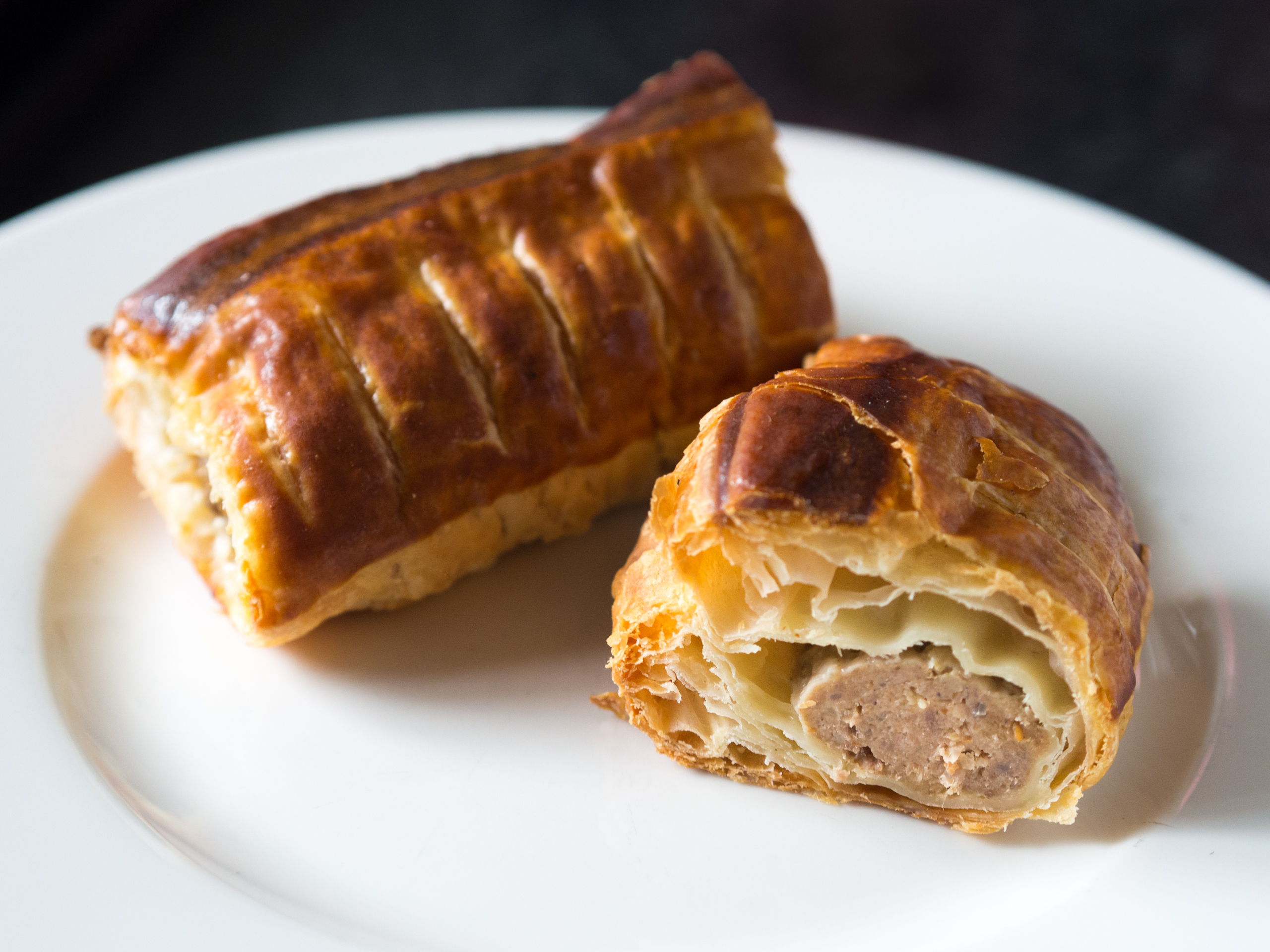
Saucijzenbroodjes

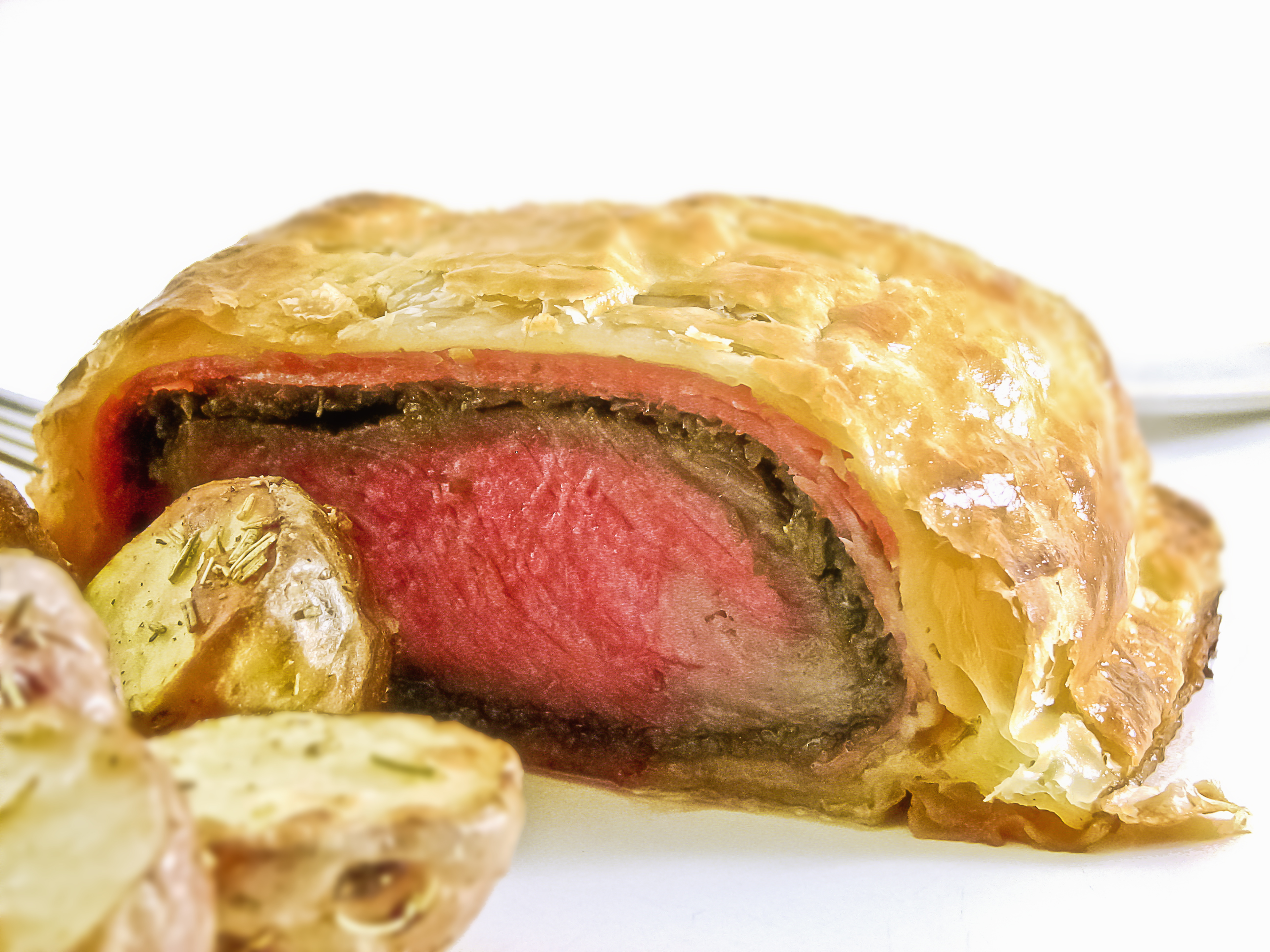
Beef Wellington

Bladerdeeg (ook wel bladdeeg genoemd) is een product dat bestaat uit dunne lapjes deeg en roomboter. Bladerdeeg is een zogenaamd "getoerd deeg". Dit wil zeggen dat het gemaakt is door telkens een laag roomboter op een laag deeg aan te brengen, en het vervolgens te vouwen en uit te walsen. Dit wordt in bakkersjargon dan ook toeren genoemd.

## Bereidingsproces
Bladerdeeg wordt gemaakt door een lap deeg te maken van meel, water en boter. Hierin wordt (in stukken gehakte) boter gelegd, en de lap wordt om deze boter heen gevouwen. Dit wordt uitgerold tot een rechthoekige lap die driemaal zo lang als breed is, en in vervolgens in drieën gevouwen tot een vierkant. Hierdoor worden meerdere lagen deeg en boter verkregen. Dit wordt (in de koeling) kort te rusten gelegd, en nog vijf maal (zes halve toeren is 3 maal 3 toeren) uitgerold tot een rechthoek en terug gevouwen en te rusten gelegd. Uiteindelijk wordt het deeg uitgerold tot de gewenste vorm, en vaak van kleine gaatjes voorzien, zodat de lucht tijdens het bakproces kan ontsnappen. 
Het uitrollen kan het beste bij een temperatuur van 8-12°C gebeuren.

## Eigenschappen
Onbereid bladerdeeg is een taai deeg. Tijdens het bakproces smelten de laagjes roomboter in het deeg. Het water uit de roomboter verdampt en veroorzaakt luchtophopingen tussen de deeglagen. De deeglagen verharden tegelijkertijd en behouden zo hun 'opgeblazen' vorm. Dit geeft gebakken bladerdeeg zijn luchtig karakter. Gebakken bladerdeeg is broos (het schilfert gemakkelijk). Bladerdeeg is kant-en-klaar te koop in vrijwel iedere supermarkt. Men kan er bijvoorbeeld appelflappen van maken. Behalve voor zoet gebak is bladerdeeg ook uitermate geschikt voor hartige producten, zoals worsten- en saucijzenbroodjes.

## Gerezen bladerdeeg
Bladerdeeg waar gist in is verwerkt wordt getoerd gerezen deeg genoemd. Dit deeg wordt onder andere gebruikt voor het maken van croissants. In het Engels wordt gerezen bladerdeeg Danish pastry genoemd, terwijl de Denen het wienerbrød noemen. In het Duits heeft men het over Plunder (in contrast met Blätterteig). Het Franse woord mille-feuille beschrijft de structuur van bladerdeeg duidelijk: 'duizend laagjes'. Wel verschilt vaak het aantal getoerde lagen en de grondstoffen die men gebruikt voor het bladerdeeg.

## Sneller bladerdeeg
Klassiek bladerdeeg maken is vrij bewerkelijk. Daarom zijn er ook varianten die minder tijd kosten. De boter wordt dan direct in het deeg verkruimeld in plaats van dat het deeg om een plak boter heen wordt gevouwen. Deze variant wordt in het Engels rough puff, flaky pastry of blitz pastry genoemd. In het Frans spreekt men ook wel over feuilletage minute.

## Croissantdeeg
Een variant op bladerdeeg is croissantdeeg. Dit deeg wordt gebruikt voor het maken van croissants, kaneelbroodjes en crompoucen. Het verschil met bladerdeeg is dat er in croissantdeeg gist zit en geen suiker en melk.